# Mary-Lynn Neil
Pour les articles homonymes, voir Neil.
Mary-Lynn Neil, née à Kingston en Ontario le 18 juin 1997, est une chanteuse et autrice-compositrice canadienne. En 2010, à l'âge de 13 ans, Mary-Lynn est reconnue comme la plus jeune membre professionnelle de la Canadian Country Music Association (en).
Son premier single intitulé A Daughter's Prayer, est écrit pour son père, le caporal-chef Mike Neil, lorsqu'il sert avec les Forces armées canadiennes en Afghanistan à partir d'un poème qu'elle rédige dans son journal intime en janvier 2009. Il passe à la radio dans 26 pays. Sa seconde production est une chanson de Noël en novembre 2010 qui se classe parmi le top 10 des téléchargements DMDS.